# Trochus
Trochus is een geslacht van weekdieren uit de klasse van de Gastropoda (slakken).

## Soorten
- Trochus calcaratus Souverbie, 1875
- Trochus camelophorus Webster, 1906
- Trochus cariniferus Reeve, 1842
- Trochus chilensis d'Orbigny, 1852 †
- Trochus chloromphalus (A. Adams, 1853)
- Trochus concinnus Philippi, 1846
- Trochus cumingii A. Adams, 1853
- Trochus erithreus Brocchi, 1821
- Trochus fastigiatus A. Adams, 1853
- Trochus ferreirai Bozzetti, 1996
- Trochus firmus Philippi, 1850
- Trochus flammulatus Lamarck, 1822
- Trochus fultoni Melvill, 1898
- Trochus histrio Reeve, 1842
- Trochus intextus Kiener, 1850
- Trochus kochii Philippi, 1844
- Trochus laciniatus Reeve, 1861
- Trochus maculatus Linnaeus, 1758
- Trochus nigropunctatus Reeve, 1861
- Trochus noduliferus Lamarck, 1822
- Trochus obesus Reeve, 1861
- Trochus ochroleucus Gmelin, 1791
- Trochus radiatus Gmelin, 1791
- Trochus rota Dunker, 1860
- Trochus squarrosus Lamarck, 1822
- Trochus stellatus Gmelin, 1791
- Trochus subanceps Sinzow, 1897 †
- Trochus subincarnatus P. Fischer, 1879
- Trochus submorum (Abrard, 1942)
- Trochus tubiferus Kiener, 1850
- Trochus venetus Reeve, 1862
- Trochus zhangi Dong, 2002

### Synoniemen
- Trochus (Camelotrochus) B. A. Marshall, 1998 => Trochus Linnaeus, 1758
  - Trochus (Camelotrochus) camelophorus Webster, 1906 => Trochus camelophorus Webster, 1906
- Trochus (Infundibulops) Pilsbry, 1889 => Trochus Linnaeus, 1758
  - Trochus (Infundibulops) cariniferus Reeve, 1842 => Trochus cariniferus Reeve, 1842
  - Trochus (Infundibulops) erithreus (Brocchi, 1821) => Trochus erithreus Brocchi, 1821
  - Trochus (Infundibulops) firmus Philippi, 1850 => Trochus firmus Philippi, 1850
  - Trochus (Infundibulops) fultoni Melvill, 1898 => Trochus fultoni Melvill, 1898
  - Trochus (Infundibulops) kochii Philippi, 1844 => Trochus kochii Philippi, 1844
  - Trochus (Infundibulops) submorum (Abrard, 1942) => Trochus submorum (Abrard, 1942)
- Trochus (Trochus) Linnaeus, 1758 => Trochus Linnaeus, 1758
  - Trochus (Trochus) nigropunctatus Reeve, 1861 => Trochus nigropunctatus Reeve, 1861
  - Trochus (Trochus) radiatus Moura, 1976 => Trochus cariniferus Reeve, 1842
- Trochus (Anthora) Gray, 1857 => Thorista Iredale, 1915
  - Trochus (Anthora) avarus Suter, 1917 => Trochus avarus Suter, 1917 †
- Trochus (Aphanotrochus) Martens, 1880 => Priotrochus P. Fischer, 1879
  - Trochus (Aphanotrochus) chrysolaemus E. von Martens, 1880 => Priotrochus goudoti (P. Fischer, 1878)
  - Trochus (Aphanotrochus) obscurus Wood, 1828 => Priotrochus obscurus (W. Wood, 1828)
- Trochus (Belangeria) P. Fischer, 1879 => Clanculus Montfort, 1810
  - Trochus (Belangeria) scabrosus Philippi, 1850 => Clanculus scabrosus (Philippi, 1850)
- Trochus (Bembix) R. B. Watson, 1879 => Bathybembix Crosse, 1893
  - Trochus (Bembix) abyssorum E. A. Smith, 1891 => Bathybembix abyssorum (E. A. Smith, 1891)
- Trochus (Calliostoma) Swainson, 1840 => Calliostoma Swainson, 1840
  - Trochus (Calliostoma) fultoni G. B. Sowerby III, 1890 † => Jujubinus suarezensis fultoni (G. B. Sowerby III, 1890) †
  - Trochus (Calliostoma) sublaevis (E.A. Smith, 1895) => Calliostoma sublaeve E. A. Smith, 1895
- Trochus (Cantharidus) Montfort, 1810 => Cantharidus Montfort, 1810
  - Trochus (Cantharidus) huttonii E. A. Smith, 1876 => Cantharidus huttonii (E. A. Smith, 1876)
- Trochus (Cardinalia) Gray, 1842 => Tectus Montfort, 1810
  - Trochus (Cardinalia) virgatus Gmelin, 1791 => Tectus virgatus (Gmelin, 1791)
- Trochus (Chlorostoma) Swainson, 1840 => Chlorostoma Swainson, 1840
  - Trochus (Chrlorostoma) brunneus Philippi, 1849 => Tegula brunnea (Philippi, 1849)
- Trochus (Circulus) Jeffreys, 1865 => Circulus Jeffreys, 1865
- Trochus (Clanculus) Montfort, 1810 => Clanculus Montfort, 1810
  - Trochus (Clanculus) anus Philippi, 1849 => Clanculus maxillatus (Menke, 1843)
  - Trochus (Clanculus) bathyrhaphe E. A. Smith, 1876 => Clanculus bathyrhaphe (E. A. Smith, 1876)
  - Trochus (Clanculus) depressus Martens, 1874 => Clanculus miniatus (Anton, 1838)
  - Trochus (Clanculus) flagellatus Philippi, 1849 => Clanculus flagellatus (Philippi, 1849)
  - Trochus (Clanculus) flosculus P. Fischer, 1878 => Clanculus flosculus (P. Fischer, 1878)
  - Trochus (Clanculus) laceyi (G. B. Sowerby, 1889) => Clanculus miniatus (Anton, 1838)
  - Trochus (Clanculus) morum Philippi, 1849 => Clanculus limbatus (Quoy & Gaimard, 1834)
  - Trochus (Clanculus) puniceus (Philippi, 1846) => Clanculus puniceus (Philippi, 1846)
  - Trochus (Clanculus) spadiceus Philippi, 1848 => Clanculus spadiceus (Philippi, 1848)
  - Trochus (Clanculus) takapunaensis Webster, 1906 => Clanculus plebejus (Philippi, 1851)
  - Trochus (Clanculus) tonnerrei G. Nevill & H. Nevill, 1874 => Clanculus tonnerrei (G. Nevill & H. Nevill, 1874)
- Trochus (Coelotrochus) P. Fischer, 1879 => Coelotrochus P. Fischer, 1879
  - Trochus (Coelotrochus) tiaratus Quoy & Gaimard, 1834 => Coelotrochus tiaratus (Quoy & Gaimard, 1834)
- Trochus (Collonia) => Collonia Gray, 1850
  - Trochus (Collonia) verruca Gould, 1845 => Collonista verruca (Gould, 1845)
- Trochus (Delphinula) Lamarck, 1804 => Delphinula Lamarck, 1804
  - Trochus (Delphinula) tuberculosus d'Orbigny, 1842 => Parviturbo tuberculosus (d'Orbigny, 1842)
- Trochus (Diloma) Philippi, 1845 => Diloma Philippi, 1845
- Trochus (Discotectus) Favre, 1913 † => Discotectus Favre, 1913 †
- Trochus (Euchelus) Philippi, 1847 => Euchelus Philippi, 1847
  - Trochus (Euchelus) fossulatulus Souverbie, 1875 => Hybochelus cancellatus (F. Krauss, 1848)
  - Trochus (Euchelus) lamberti Souverbie, 1875 => Tallorbis roseola G. Nevill & H. Nevill, 1869
  - Trochus (Euchelus) persicus E. von Martens, 1874 => Euchelus persicus (E. von Martens, 1874)
- Trochus (Eurytrochus) Fischer, 1879 => Eurytrochus P. Fischer, 1879
- Trochus (Gibbium) Gray, 1843 => Micrelenchus Finlay, 1926
  - Trochus (Gibbium) sanguineus Gray, 1843 => Micrelenchus sanguineus (Gray, 1843)
- Trochus (Gibbula) Risso, 1826 => Gibbula Risso, 1826
  - Trochus (Gibbula) amirantium E. A. Smith, 1884 (taxon inquirendum)
  - Trochus (Gibbula) ardens Salis Marschlins, 1793 => Gibbula ardens (Salis Marschlins, 1793)
  - Trochus (Gibbula) corallinus E. A. Smith, 1875 => Homalopoma amussitatum (Gould, 1861)
  - Trochus (Gibbula) holdsworthana (G. Nevill & H. Nevill, 1871) => Conotalopia musiva (Gould, 1861)
  - Trochus (Gibbula) kotschyi Philippi, 1849 => Trochus kotschyi Philippi, 1849
  - Trochus (Gibbula) mariei Fischer, 1886 => Pagodatrochus variabilis (H. Adams, 1873)
  - Trochus (Gibbula) parnensis Bayan, 1870 † => Amonilea parnensis (Bayan, 1870) †
  - Trochus (Gibbula) ponsonbyi G. B. Sowerby, 1888 => Priotrochus obscurus ponsonbyi (G. B. Sowerby III, 1888) †
  - Trochus (Gibbula) scamnatus P. Fischer, 1878 => Micrelenchus tenebrosus (A. Adams, 1853)
  - Trochus (Gibbula) supragranosus E. A. Smith, 1876 => Gibbula supragranosa (E. A. Smith, 1876)
  - Trochus (Gibbula) yamadanus E. A. Smith, 1875 => Lirularia yamadana (E. A. Smith, 1875)
- Trochus (Heliacus) d'Orbigny, 1842 => Heliacus d'Orbigny, 1842
- Trochus (Infundibulum) => Infundibulum Montfort, 1810
  - Trochus (Infundibulum) baccatus G. B. Sowerby III, 1889 => Trochus cariniferus Reeve, 1842
  - Trochus (Infundibulum) kochi Philippi, 1844 => Trochus kochii Philippi, 1844
  - Trochus (Infundibulum) nigropunctatus Reeve, 1861 => Trochus nigropunctatus Reeve, 1861
  - Trochus (Infundibulum) oppressus (Hutton, 1878) => Coelotrochus oppressus (Hutton, 1878)
  - Trochus (Infundibulum) tomlini Fulton, 1930 => Infundibulum tomlini (Fulton, 1930)
- Trochus (Livona) Gray, 1842 => Cittarium Philippi, 1847
  - Trochus (Livona) ephebocostalis Grabau & S. G. King, 1928 => Omphalius rusticus (Gmelin, 1791)
  - Trochus (Livona) picoides Gould, 1853 => Livona pica (Linnaeus, 1758)
- Trochus (Margarita) Leach, 1819 => Margarites Gray, 1847 (non Leach, 1814)
  - Trochus (Margarita) coulsoni Jordan, 1895 (taxon inquirendum)
  - Trochus (Margarita) nudiusculus E. von Martens, 1881
  - Trochus (Margarita) aeglees R. B. Watson, 1879 => Calliotropis aeglees (R. B. Watson, 1879)
  - Trochus (Margarita) brychius R. B. Watson, 1879 => Solariella brychia (R. B. Watson, 1879)
  - Trochus (Margarita) clavatus R. B. Watson, 1879 => Echinogurges clavatus (R. B. Watson, 1879)
  - Trochus (Margarita) eudeli Deshayes, 1863 => Ethminolia eudeli (Deshayes, 1863)
  - Trochus (Margarita) hillii Forbes, 1852 => Margarella expansa (G. B. Sowerby I, 1838)
  - Trochus (Margarita) infundibulum R. B. Watson, 1879 => Calliotropis infundibulum (R. B. Watson, 1879)
  - Trochus (Margarita) minima Seguenza G., 1876 => Mikro minima (Seguenza G., 1876)
  - Trochus (Margarita) purpuratus Forbes, 1852 => Photinastoma taeniatum (G. B. Sowerby I, 1825)
  - Trochus (Margarita) rhina R. B. Watson, 1886 => Solariella rhina (R. B. Watson, 1886)
  - Trochus (Margarita) rhysus R. B. Watson, 1879 => Calliotropis rhysa (R. B. Watson, 1879)
  - Trochus (Margarita) striatula Garrett, 1857 => Calliotrochus marmoreus (Pease, 1861)
  - Trochus (Margarita) vancouverensis E. A. Smith, 1880 => Solariella vancouverensis (E. A. Smith, 1880)
- Trochus (Minolia) A. Adams, 1860 => Minolia A. Adams, 1860
  - Trochus (Minolia) semiustus P. Fischer, 1879 => Trochus semiustus P. Fischer, 1879
  - Trochus (Minolia) angulatus Tokunaga, 1906 † => Conotalopia ornata (G. B. Sowerby III, 1903)
- Trochus (Monilea) Swainson, 1840 => Monilea Swainson, 1840
  - Trochus (Monilea) warnefordi G. Nevill & H. Nevill, 1874 (taxon inquirendum)
  - Trochus (Monilea) rhodomphalus Souverbie, 1875 => Trochus rhodomphalus Souverbie, 1875
  - Trochus (Monilea) lifuanus P. Fischer, 1878 => Monilea lifuana (P. Fischer, 1878)
  - Trochus (Monilea) masoni G. Nevill & H. Nevill, 1874 => Monilea masoni (G. Nevill & H. Nevill, 1874)
- Trochus (Monodonta) Lamarck, 1799 => Monodonta Lamarck, 1799
  - Trochus (Monodonta) atropurpureus Gould, 1849 => Clanculus samoensis (Hombron & Jacquinot, 1848)
  - Trochus (Monodonta) aureotinctus Forbes, 1852 => Tegula aureotincta (Forbes, 1852)
  - Trochus (Monodonta) colubrinus Gould, 1849 => Phorcus sauciatus (Koch, 1845)
  - Trochus (Monodonta) dunkeri Koch in Philippi, 1843 => Clanculus dunkeri (Koch in Philippi, 1843)
  - Trochus (Monodonta) gallina Forbes, 1852 => Tegula gallina (Forbes, 1852)
  - Trochus (Monodonta) gemmatus Gould, 1845 => Herpetopoma gemmatum (Gould, 1845)
  - Trochus (Monodonta) instrictus Gould, 1849 => Herpetopoma instrictum (Gould, 1849)
  - Trochus (Monodonta) philippii Koch in Philippi, 1843 => Clanculus philippii (Koch in Philippi, 1843)
  - Trochus (Monodonta) pyriformis Gould, 1853 => Tegula gallina (Forbes, 1852)
  - Trochus (Monodonta) rotellinus Gould, 1849 => Camitia rotellina (Gould, 1849)
  - Trochus (Monodonta) sitis Récluz, 1843 => Phorcus articulatus (Lamarck, 1822)
  - Trochus (Monodonta) vermiculatus P. Fischer, 1874 => Monodonta vermiculata (P. Fischer, 1874)
  - Trochus (Monodonta) zeus P. Fischer, 1874 => Austrocochlea zeus (P. Fischer, 1874)
- Trochus (Odontotrochus) P. Fischer, 1879 => Odontotrochus P. Fischer, 1879
- Trochus (Osilinus) Philippi, 1847 => Cantharidus Montfort, 1810
  - Trochus (Osilinus) capillaceus Philippi, 1849 => Cantharidus capillaceus (Philippi, 1849)
- Trochus (Oxystele) Philippi, 1847 => Oxystele Philippi, 1847
  - Trochus (Oxystele) tabularis F. Krauss, 1848 => Oxystele tabularis (F. Krauss, 1848)
- Trochus (Phorcus) Risso, 1826 => Phorcus Risso, 1826
  - Trochus (Phorcus) canus Philippi, 1849 (taxon inquirendum)
  - Trochus (Phorcus) ustus Philippi, 1849 (taxon inquirendum)
  - Trochus (Phorcus) bicinctus Philippi, 1849 => Trochus bicinctus Philippi, 1849
  - Trochus (Phorcus) kotschyi Philippi, 1849 => Trochus kotschyi Philippi, 1849
- Trochus (Polydonta) Schumacher, 1817 => Trochus Linnaeus, 1758
  - Trochus (Polydonta) calcaratus Souverbie, 1875 => Trochus calcaratus Souverbie, 1875
  - Trochus (Polydonta) subviridis Philippi, 1848 => Trochus subviridis Philippi, 1848
  - Trochus (Polydonta) cariniferus Reeve, 1842 => Trochus cariniferus Reeve, 1842
  - Trochus (Polydonta) mirabilis G. B. Sowerby III, 1875 => Trochus mirabilis G. B. Sowerby III, 1875
  - Trochus (Polydonta) nigropunctatus Reeve, 1861 => Trochus nigropunctatus Reeve, 1861
- Trochus (Priotrochus) Fischer, 1880 => Priotrochus P. Fischer, 1879
  - Trochus (Priotrochus) goudoti (P. Fischer, 1878) => Priotrochus goudoti (P. Fischer, 1878)
  - Trochus (Priotrochus) obscurus Wood, 1828 => Priotrochus obscurus (W. Wood, 1828)
- Trochus (Rotella) Lamarck, 1822 => Umbonium Link, 1807
  - Trochus (Rotella) semistriatus d'Orbigny, 1842 => Teinostoma semistriatum (d'Orbigny, 1842)
- Trochus (Solariella) S. Wood, 1842 => Solariella S. V. Wood, 1842
  - Trochus (Solariella) castus G. Nevill & H. Nevill, 1874 (taxon inquirendum)
  - Trochus (Solariella) dilectus G. B. Sowerby III, 1899 => Pseudominolia articulata (Gould, 1861)
  - Trochus (Solariella) lusitanicus Fischer P., 1882 => Solariella lusitanica (P. Fischer, 1882)
  - Trochus (Solariella) philippensis R. B. Watson, 1880 => Spectamen philippense (R. B. Watson, 1880)
- Trochus (Solarium) Lamarck, 1799 => Solarium Lamarck, 1799
  - Trochus (Solarium) inornatus d'Orbigny, 1842 => Episcynia inornata (d'Orbigny, 1842)
- Trochus (Tallorbis) G. Nevill & H. Nevill, 1869 => Tallorbis G. Nevill & H. Nevill, 1869
  - Trochus (Tallorbis) roseola (G. Nevill & H. Nevill, 1869) => Tallorbis roseola G. Nevill & H. Nevill, 1869
- Trochus (Tectus) Montfort, 1810 => Tectus Montfort, 1810
  - Trochus (Tectus) fabrei Montrouzier in Fischer, 1878 => Trochus fabrei Montrouzier in Fischer, 1878
  - Trochus (Tectus) athenasi Vasseur, 1882 † => Tectus athenasi (Vasseur, 1882) †
  - Trochus (Tectus) aulacophorus Cossmann & Pissarro, 1905 † => Tectus aulacophorus (Cossmann & Pissarro, 1905) †
  - Trochus (Tectus) bourdoti Cossmann & Pissarro, 1902 † => Tectus bourdoti (Cossmann & Pissarro, 1902) †
  - Trochus (Tectus) elegantulus Cossmann & Peyrot, 1917 † => Calliostoma lesporti Pacaud, 2017 †
  - Trochus (Tectus) fenestratus Gmelin, 1791 => Tectus fenestratus (Gmelin, 1791)
  - Trochus (Tectus) lennieri Cossmann & Pissarro, 1902 † => Tectus athenasi (Vasseur, 1882) †
  - Trochus (Tectus) morgani Cossmann & Pissarro, 1905 † => Tectus morgani (Cossmann & Pissarro, 1905) †
- Trochus (Thalotia) Gray, 1847 => Thalotia Gray, 1847
  - Trochus (Thalotia) torresi E. A. Smith, 1884 => Calthalotia arruensis (R. B. Watson, 1880)
- Trochus (Thorista) Iredale, 1915 => Coelotrochus P. Fischer, 1879
  - Trochus (Thorista) viridis Gmelin, 1791 => Coelotrochus viridis (Gmelin, 1791)
- Trochus (Ziziphinus) Gray, 1842 => Calliostoma Swainson, 1840
  - Trochus (Ziziphinus) alsaticus Andreae, 1887 † => Calliotropis alsaticus (Andreae, 1887) †
  - Trochus (Ziziphinus) arruensis R. B. Watson, 1880 => Calthalotia arruensis (R. B. Watson, 1880)
  - Trochus (Ziziphinus) ligatus Gould, 1849 => Calliostoma ligatum (Gould, 1849)
  - Trochus (Ziziphinus) stephanephorus Watson, 1886 => Calliostoma stephanephorum (Watson, 1886)
  - Trochus (Ziziphinus) tiara R. B. Watson, 1879 => Calliotropis tiara (R. B. Watson, 1879)
  - Trochus (Ziziphinus) vibrayanus Dollfus & Dautzenberg, 1886 † => Calliostoma vibrayanum (Dollfus & Dautzenberg, 1886) †
- Trochus (Zizyphinus) Gray, 1847 => Ziziphinus Gray, 1842
  - Trochus (Zizyphinus) formosissimus G. Seguenza, 1876 => Calliostoma formosissimum (G. Seguenza, 1876) †
  - Trochus (Zizyphinus) maurolici G. Seguenza, 1876 => Calliostoma maurolici (G. Seguenza, 1876)
  - Trochus (Zizyphinus) poupineli Montrouzier, 1875 => Dactylastele poupineli (Montrouzier, 1875)
- Trochus oppressus (Hutton, 1878) => Coelotrochus oppressus (Hutton, 1878)
- Trochus abanteus Nardo, 1847 => Jujubinus montagui (Wood, 1828)
- Trochus abnormis Crosse, 1864 => Thalotia conica (Gray, 1826)
- Trochus abrodiaetus Nardo, 1847 => Gibbula adriatica (Philippi, 1844)
- Trochus abyssorum E.A. Smith, 1891 => Bathybembix abyssorum (E. A. Smith, 1891)
- Trochus acinosus Gould, 1849 => Coelotrochus viridis (Gmelin, 1791)
- Trochus acuminatus Wood, 1828 => Bembicium nanum (Lamarck, 1822)
- Trochus acuminatus Perry, 1811 => Cantharidus opalus (Martyn, 1784)
- Trochus acutangulus Anton, 1838 => Rochia conus (Gmelin, 1791)
- Trochus acutus Lamarck, 1822 => Tectus pyramis (Born, 1778)
- Trochus adansoni [sic] => Gibbula adansonii (Payraudeau, 1826)
- Trochus adansonii Payraudeau, 1826 => Gibbula adansonii (Payraudeau, 1826)
- Trochus adelaidae Philippi, 1851 => Chlorodiloma adelaidae (Philippi, 1851)
- Trochus adriaticus Philippi, 1844 => Gibbula adriatica (Philippi, 1844)
- Trochus adspersus Philippi, 1851 => Calliostoma adspersum (Philippi, 1851)
- Trochus aegyptius Gmelin, 1791 => Rubritrochus declivis (Forsskål in Niebuhr, 1775)
- Trochus agathensis Récluz, 1843 => Gibbula adansonii (Payraudeau, 1826)
- Trochus agrestis Philippi, 1843 => Calliostoma zizyphinum (Linnaeus, 1758)
- Trochus alabastrum Lovén, 1846 => Calliostoma occidentale (Mighels & C. B. Adams, 1842)
- Trochus alabastrum Reeve, 1858 => Euchelus alabastrum (Reeve, 1858)
- Trochus albidus Wood W., 1828 => Calliostoma zizyphinum (Linnaeus, 1758)
- Trochus albidus Gmelin, 1791 => Gibbula albida (Gmelin, 1791)
- Trochus altavillensis Defrance, 1828 † => Tectus altavillensis (Defrance, 1828) †
- Trochus alternatus Millet, 1865 † => Calliostoma alternatum(Millet, 1865) †
- Trochus altus Perry, 1811 => Trochus conus Gmelin, 1791
- Trochus altus Philippi, 1851 => Trochus conus Gmelin, 1791
- Trochus alveolatus Philippi, 1851 => Steromphala spratti (Forbes, 1844)
- Trochus amabilis Jeffreys, 1865 => Solariella amabilis (Jeffreys, 1865)
- Trochus americanus Gmelin, 1791 => Lithopoma americanum (Gmelin, 1791)
- Trochus anceps Eichwald, 1850 † => Anceps anceps (Eichwald, 1850) †
- Trochus anglicus J. Sowerby, 1818 † => Pleurotomaria anglica (J. Sowerby, 1818) †
- Trochus angulatoplicatus Münster, 1844 † => Wernerocutus angulatoplicatus (Münster, 1844) †
- Trochus angulatus Tokunaga, 1906 † => Conotalopia ornata (G. B. Sowerby III, 1903)
- Trochus anomala d'Orbigny, 1842 => Vitrinella anomala (d'Orbigny, 1842)
- Trochus antonii Koch in Philippi, 1843 => Calliostoma antonii (Koch in Philippi, 1843)
- Trochus apertus Solander in Brander, 1766 † => Sigapatella aperta (Solander in Brander, 1766) †
- Trochus ardens Salis Marschlins, 1793 => Gibbula ardens (Salis Marschlins, 1793)
- Trochus areola Gmelin, 1791 => Heliacus (Heliacus) areola areola (Gmelin, 1791)
- Trochus argenteonitens Lischke, 1872 => Ginebis argenteonitens (Lischke, 1872)
- Trochus argyrostomus Gmelin, 1791 => Tegula argyrostoma (Gmelin, 1791)
- Trochus armatus Philippi, 1849 => Lithopoma phoebium (Röding, 1798)
- Trochus armillatus Wood, 1828 => Astele armillata (Wood, 1828)
- Trochus articulatus (Lamarck, 1822) => Phorcus articulatus (Lamarck, 1822)
- Trochus asper Gmelin, 1791 => Euchelus asper (Gmelin, 1791)
- Trochus asteriscus L. Reeve, 1842 => Astralium asteriscus (L. Reeve, 1842)
- Trochus athanasiui Simionescu & Barbu, 1940 † => Anceps sarmates (Eichwald, 1850) †
- Trochus athenasi Vasseur, 1882 † => Tectus athenasi (Vasseur, 1882) †
- Trochus atratus Wood W., 1828 => Phorcus atratus (Wood, 1828)
- Trochus atrovirens Philippi, 1851 => Diloma zelandicum (Quoy & Gaimard, 1834)
- Trochus attenuatus Jonas, 1844 => Tosatrochus attenuatus (Jonas, 1844)
- Trochus attritus Hombron & Jacquinot, 1848 => Diloma subrostratum (Gray, 1835)
- Trochus aulacophorus Cossmann & Pissarro, 1905 † => Tectus aulacophorus (Cossmann & Pissarro, 1905) †
- Trochus auratus Quoy & Gaimard, 1834 => Bembicium auratum (Quoy & Gaimard, 1834)
- Trochus aureotinctus Forbes, 1852 => Tegula aureotincta (Forbes, 1852)
- Trochus aureus Jonas, 1844 => Bellastraea aurea (Jonas, 1844)
- Trochus australis Quoy & Gaimard, 1834 => Phasianotrochus eximiu (Perry, 1811)
- Trochus avarus Suter, 1917 † => Coelotrochus avarus (Suter, 1917) †
- Trochus baccatus Millet, 1865 † => Calliostoma baccatum (Millet, 1865) †
- Trochus badius W. Wood, 1828 => Phasianotrochus eximius (Perry, 1811)
- Trochus balteatus Philippi, 1850 => Cratidentium balteatum (Philippi, 1850)
- Trochus basteroti Hoernes, 1848 => Gibbula adriatica (Philippi, 1844)
- Trochus baudini P. Fischer, 1878 => Calthalotia baudini (P. Fischer, 1878)
- Trochus baudoni Monterosato, 1891 => Jujubinus baudoni (Monterosato, 1891)
- Trochus belcheri Philippi, 1849 => Monilea belcheri (Philippi, 1849)
- Trochus bellardii Issel, 1869 => Ethalia bellardii (Issel, 1869)
- Trochus benzi F. Krauss, 1848 => Gibbula benzi (F. Krauss, 1848)
- Trochus bernardii Récluz, 1852 => Diloma bicanaliculatum (Dunker, 1844)
- Trochus biangulatus Eichwald, 1830 † => Steromphala biangulata (Eichwald, 1830) †
- Trochus biarmatus Münster, 1844 † => Calliotropis biarmata (Münster, 1844) †
- Trochus biasoletti Philippi, 1836 => Gibbula albida (Gmelin, 1791)
- Trochus bibaphus Bartrum & Powell, 1928 † => Coelotrochus bibaphus (Bartrum & Powell, 1928) †
- Trochus bicanaliculatus Dunker, 1844 => Diloma bicanaliculatum (Dunker, 1844)
- Trochus bicarinatus Gray in Griffith & Pidgeon, 1833 => Gibbula magus (Linnaeus, 1758)
- Trochus bicolor Risso, 1826 => Jujubinus exasperatus (Pennant, 1777)
- Trochus bifasciatus Burrow, 1815 => Oxychona bifasciata (Burrow, 1815)
- Trochus bilabiatus Philippi, 1846 => Danilia tinei (Calcara, 1839)
- Trochus binkhorsti Bosquet, 1868 † => Tectus montissanctipetri (Binkhorst, 1861) †
- Trochus bitorquatus Hébert & Eudes-Deslongchamps, 1860 † => Calliotropis biarmata (Münster, 1844) †
- Trochus blainvillei d'Orbigny, 1844 † => Anceps blainvillei (d'Orbigny, 1844) †
- Trochus blandianus Crosse, 1864 => Odontotrochus chlorostomus (Menke, 1843)
- Trochus bornii Cantraine, 1835 => Gibbula albida (Gmelin, 1791)
- Trochus boscianus Brongniart, 1823 † => Calliostoma boscianum (Brongniart, 1823) †
- Trochus bourdoti Cossmann & Pissarro, 1902 † => Tectus bourdoti (Cossmann & Pissarro, 1902) †
- Trochus branderi Defrance, 1828 † => Tectus branderi (Defrance, 1828) †
- Trochus brevispina Lamarck, 1822 => Lithopoma brevispina (Lamarck, 1822)
- Trochus broderipi Philippi, 1855 => Astele rubiginosa (Valenciennes, 1846)
- Trochus brunneus Philippi, 1849 => Tegula brunnea (Philippi, 1849)
- Trochus brychius R. B. Watson, 1879 => Solariella brychia (R. B. Watson, 1879)
- Trochus bullatus Martyn, 1784 => Tectarius grandinatus (Gmelin, 1791)
- Trochus bullatus Philippi, 1844 => Calliostoma bullatum (Philippi, 1844)
- Trochus caelatus Gmelin, 1791 => Lithopoma caelatum (Gmelin, 1791)
- Trochus caerulescens Lamarck, 1822 => Tectus pyramis (Born, 1778)
- Trochus callichrous Philippi, 1850 => Cantharidus callichroa (Philippi, 1850)
- Trochus calliferus Lamarck, 1822 => Monilea callifera (Lamarck, 1822)
- Trochus callosus Koch in Philippi, 1844 => Ethalia sanguinea Pilsbry, 1905
- Trochus calyculus Wood, 1828 => Monilea calyculus (Wood, 1828)
- Trochus calyptraeformis Lamarck, 1822 => Sigapatella calyptraeformis (Lamarck, 1822)
- Trochus calyptraeformis Lamarck, 1822 † => Sigapatella aperta (Solander in Brander, 1766) †
- Trochus canaliculatus Lamarck, 1818 => Euchelus atratus (Gmelin, 1791)
- Trochus canaliculatus Lightfoot, 1786 => Calliostoma canaliculatum (Lightfoot, 1786)
- Trochus cancellatus Jeffreys, 1883 => Vetulonia paucivaricosa (Dautzenberg, 1889)
- Trochus candei d'Orbigny, 1840 => Gibbula candei (d'Orbigny, 1840)
- Trochus capensis Gmelin, 1791 => Gibbula capensis (Gmelin, 1791)
- Trochus capillaceus Philippi, 1849 => Cantharidus capillaceus (Philippi, 1849)
- Trochus carinatus d'Orbigny, 1842 => Vitrinella carinata (d'Orbigny, 1842)
- Trochus carmesinus Webster, 1908 => Coelotrochus carmesinus (Webster, 1908)
- Trochus castaneus Forbes, 1852 => Calliostoma ligatum (Gould, 1849)
- Trochus catenulatus Philippi, 1849 => Trochomodulus catenulatus (Philippi, 1849)
- Trochus charopus R. B. Watson, 1879 => Solariella charopa (R. B. Watson, 1879)
- Trochus chemnitzii Philippi, 1848 => Calliostoma zizyphinum (Linnaeus, 1758)
- Trochus chinensis Philippi, 1841 => Stellaria chinensis (Philippi, 1841)
- Trochus chlorites Philippi, 1848 => Prothalotia chlorites (Philippi, 1848)
- Trochus chlorostomus Menke, 1843 => Odontotrochus chlorostomus (Menke, 1843)
- Trochus chrysolaemus E. von Martens, 1880 => Priotrochus goudoti (P. Fischer, 1878)
- Trochus cicatricosus Philippi, 1843 => Bembicium auratum (Quoy & Gaimard, 1834)
- Trochus cicer Menke, 1844 => Gibbula cicer (Menke, 1844)
- Trochus ciliaris Menke, 1843 => Astele ciliaris (Menke, 1843)
- Trochus cinctus Philippi, 1836 => Solariella cincta (Philippi, 1836)
- Trochus cinerarius Linnaeus, 1758 => Steromphala cineraria (Linnaeus, 1758)
- Trochus cinerascens Anton, 1838 => Gibbula leucophaea (Philippi, 1836)
- Trochus cinereus Linnaeus, 1758 sensu Blainville, 1826 => Gibbula umbilicalis (da Costa, 1778)
- Trochus cingulatus Grube, 1839 => Jujubinus striatus (Linnaeus, 1758)
- Trochus cingulatus Megerle von Mühlfeld, 1816 => Gibbula zonata (W. Wood, 1828)
- Trochus cingulatus Quoy & Gaimard, 1834 => Diloma bicanaliculatum (Dunker, 1844)
- Trochus cingulatus Simionescu & Barbu, 1940 † => Anceps blainvillei (d'Orbigny, 1844) †
- Trochus circulatus Anton, 1849 => Euchelus circulatus (Anton, 1849)
- Trochus circumsutus Gould, 1849 => Trochus fenestratus Gmelin, 1791
- Trochus clanguloides W. Wood, 1828 => Clanculus clanguloides (W. Wood, 1828)
- Trochus clangulus W. Wood, 1828 => Clanculus clangulus (W. Wood, 1828)
- Trochus clathratus Aradas, 1847 => Putzeysia wiseri (Calcara, 1842)
- Trochus clelandi Wood W., 1828 => Clelandella miliaris (Brocchi, 1814)
- Trochus clodianus Nardo, 1847 => Gibbula albida (Gmelin, 1791)
- Trochus cognatus J. de C. Sowerby, 1840 † => Tectus cognatus (J. de C. Sowerby, 1840) †
- Trochus colubrinus Gould, 1849 => Phorcus sauciatus (Koch, 1845)
- Trochus concameratus W. Wood, 1828 => Diloma concameratum (W. Wood, 1828)
- Trochus concavus Gmelin, 1791 => Infundibulum concavum (Gmelin, 1791)
- Trochus conchyliophorus Born, 1780 => Xenophora conchyliophora (Born, 1780)
- Trochus conicus Donovan, 1803 => Jujubinus striatus (Linnaeus, 1758)
- Trochus conicus Simionescu & Barbu, 1940 † => Anceps papilla (Eichwald, 1850) †
- Trochus conoidalis Pease, 1868 => Peasiella conoidalis (Pease, 1868)
- Trochus consors Lischke, 1872 => Calliostoma consors (Lischke, 1872)
- Trochus constellatus Souverbie, 1863 => Austrocochlea constellata (Souverbie, 1863)
- Trochus contractus Millet, 1865 † => Calliostoma contractum (Millet, 1865) †
- Trochus conuloides Lamarck, 1822 => Calliostoma zizyphinum (Linnaeus, 1758)
- Trochus conulus Linnaeus, 1758 => Calliostoma conulus (Linnaeus, 1758)
- Trochus conus Gmelin, 1791 => Rochia conus (Gmelin, 1791)
- Trochus cookii Gmelin, 1791 => Cookia sulcata (Lightfoot, 1786)
- Trochus coracinus Troschel, 1851 => Diloma coracinum (Philippi, 1851)
- Trochus corallinus Gmelin, 1791 => Clanculus corallinus (Gmelin, 1791)
- Trochus corallinus E. A. Smith, 1875 => Homalopoma amussitatum (Gould, 1861)
- Trochus corcyrensis Stossich, 1865 => Phorcus articulatus (Lamarck, 1822)
- Trochus cossurensis Monterosato, 1875 => Gibbula rarilineata (Michaud, 1829)
- Trochus costalis Gould, 1841 => Margarites costalis (Gould, 1841)
- Trochus cranchi Leach, 1852 => Calliostoma zizyphinum (Linnaeus, 1758)
- Trochus crassicosta Buvignier, 1852 † => Oxfordina crassicosta (Buvignier, 1852) †
- Trochus crassus Pulteney, 1799 => Phorcus lineatus (da Costa, 1778)
- Trochus crenulatus Brocchi, 1814 => Jujubinus exasperatus (Pennant, 1777)
- Trochus crispulus Philippi, 1844 => Putzeysia wiseri (Calcara, 1842)
- Trochus crispus König, 1825 => Xenophora crispa (König, 1825)
- Trochus cruciatus Linnaeus, 1758 => Clanculus cruciatus (Linnaeus, 1758)
- Trochus cumingii Philippi, 1846 => Tectarius cumingii (Philippi, 1846)
- Trochus cunninghami Gray, 1834 => Calliostoma selectum (Dillwyn, 1817)
- Trochus cylindraceus Dillwyn, 1817 => Heliacus cylindricus (Gmelin, 1791)
- Trochus cylindricus Gmelin, 1791 => Heliacus cylindricus (Gmelin, 1791)
- Trochus cyrnaeus Requien, 1848 => Jujubinus montagui (Wood, 1828)
- Trochus dama Philippi, 1848 => Monodonta nebulosa (Forsskål in Niebuhr, 1775)
- Trochus decoratus Philippi, 1846 => Calthalotia fragum (Philippi, 1848)
- Trochus dejacobi Aradas & Benoit, 1841 => Jujubinus exasperatus (Pennant, 1777)
- Trochus delicatulus Philippi, 1846 => Coelotrochus tiaratus (Quoy & Gaimard, 1834)
- Trochus delicatus Jeffreys, 1883 => Margarites luciae (G. Seguenza, 1876)
- Trochus dentatus Forsskål in Niebuhr, 1775 => Tectus (Tectus) dentatus (Forsskål in Niebuhr, 1775)
- Trochus dentigerus Deshayes, 1842 † => Agathodonta dentigera (Deshayes, 1842) †
- Trochus depictus Deshayes, 1835 => Jujubinus striatus (Linnaeus, 1758)
- Trochus depressus Millet, 1865 † => Calliostoma contractum (Millet, 1865) †
- Trochus depressus Martens, 1874 => Clanculus miniatus (Anton, 1838)
- Trochus dianthus P. Fischer, 1879 => Spectamen bellulum (Angas, 1869)
- Trochus diaphanus d'Orbigny, 1842 => Vitrinella diaphana (d'Orbigny, 1842)
- Trochus diaphanus Gmelin, 1791 => Calliostoma punctulatum (Martyn, 1784)
- Trochus dilectus G. B. Sowerby III, 1899 => Pseudominolia articulata (Gould, 1861)
- Trochus diminutivus Reeve, 1862 => Peasiella tantilla (Gould, 1849)
- Trochus discrepans T. Brown, 1818 => Calliostoma zizyphinum (Linnaeus, 1758)
- Trochus disculus Philippi, 1846 => Modulus disculus (Philippi, 1846)
- Trochus divaricatus Fabricius, 1780 => Lacuna vincta (Montagu, 1803)
- Trochus divaricatus Linnaeus, 1758 => Gibbula divaricata (Linnaeus, 1758)
- Trochus dnopherus R. B. Watson, 1879 => Margarites dnopherus (R. B. Watson, 1879)
- Trochus dolabratus Linnaeus, 1758 => Pyramidella dolabrata (Linnaeus, 1758)
- Trochus drepanensis Brugnone, 1873 => Gibbula drepanensis (Brugnone, 1873)
- Trochus dubius Philippi, 1844 => Calliostoma conulum
- Trochus dubusi Cossmann & Pissarro, 1902 † => Tectus altavillensis (Defrance, 1828) †
- Trochus dumerili Risso, 1826 => Jujubinus exasperatus (Pennant, 1777)
- Trochus duplicatus J. Sowerby, 1817 † => Amphitrochus duplicatus (J. Sowerby, 1817) †
- Trochus echinatus Millet, 1865 † => Calliostoma milletechinatum Landau, Ceulemans & Van Dingenen, 2018 †
- Trochus elatus Brusina, 1865 => Gibbula varia (Linnaeus, 1758)
- Trochus electissimus Bean in Thorpe, 1844 => Gibbula cineraria (Linnaeus, 1758)
- Trochus elegans Blainville, 1830 => Jujubinus exasperatus (Pennant, 1777)
- Trochus elegans Gmelin, 1791 => Cantharidus purpureus (Gmelin, 1791)
- Trochus elegantissimus Costa O.G., 1861 => Mathilda cochlaeformis Brugnone, 1873
- Trochus elegantissimus Costa, 1861 => Mathilda elegantissima (Costa, 1861)
- Trochus elisus Gould, 1849 => Perrinia elisa (Gould, 1849)
- Trochus elongatus Wood, 1828 => Tosatrochus attenuatus (Jonas, 1844)
- Trochus elongatus G.B. Sowerby I, 1818 † => Pyrgotrochus elongatus (G.B. Sowerby I, 1818) †
- Trochus eltoniae R. T. Lowe, 1861 => Gibbula cineraria (Linnaeus, 1758)
- Trochus ephebocostalis Grabau & S. G. King, 1928 => Omphalius rusticus (Gmelin, 1791)
- Trochus episcopus Hombron & Jacquinot, 1848 => Cantharidus capillaceus (Philippi, 1849)
- Trochus epulus d'Orbigny, 1850 † => Epulotrochus epulus (d'Orbigny, 1850) †
- Trochus erogatus P. Fischer, 1876 => Cantharidus lepidus (Philippi, 1849)
- Trochus erythraeus Brocchi, 1821 => Trochus erithreus Brocchi, 1821
- Trochus erythreus [sic] => Trochus erithreus Brocchi, 1821
- Trochus erythroleucos Gmelin, 1791 => Jujubinus exasperatus (Pennant, 1777)
- Trochus eudeli Deshayes, 1863 => Ethminolia eudeli (Deshayes, 1863)
- Trochus euomphalus Philippi, 1836 † => Gibbula euomphala (Philippi, 1836) †
- Trochus euryomphalus Jonas, 1844 => Tegula euryomphala (Jonas, 1844)
- Trochus euspira (Dall, 1881) => Bathymophila euspira (Dall, 1881)
- Trochus euxinicus Andrzeiewsky, 1837 => Gibbula leucophaea (Philippi, 1836)
- Trochus exasperatus Pennant, 1777 => Jujubinus exasperatus (Pennant, 1777)
- Trochus exiguus Pulteney, 1799 => Jujubinus exasperatus (Pennant, 1777)
- Trochus exilis Philippi, 1844 => Dikoleps cutleriana (W. Clark, 1849)
- Trochus exilis Pease, 1868 => Plesiotrochus souverbianus P. Fischer, 1878
- Trochus eximius Reeve, 1843 => Calliostoma eximium (Reeve, 1843)
- Trochus fanuloides P. Fischer, 1874 => Rubritrochus pulcherrimus (A. Adams, 1855)
- Trochus fanulum Gmelin, 1791 => Gibbula fanulum (Gmelin, 1791)
- Trochus fenestratus Gmelin, 1791 => Tectus fenestratus (Gmelin, 1791)
- Trochus fermonii Payraudeau, 1826 => Gibbula ardens (Salis Marschlins, 1793)
- Trochus filiformis de Rayneval, Van den Hecke & Ponzi, 1854 † => Gibbula filiformis (de Rayneval, Van den Hecke & Ponzi, 1854) †
- Trochus filosus Philippi, 1844 => Cantrainea peloritana (Cantraine, 1835)
- Trochus flammiger Dunker, 1857 => Calliostoma laugieri (Payraudeau, 1826)
- Trochus flavidus Dunker, 1857 => Calliostoma dubium (Philippi, 1844)
- Trochus flavus Anton in Philippi, 1849 => Calliostoma zizyphinum (Linnaeus, 1758)
- Trochus flindersi P. Fischer, 1878 => Prothalotia flindersi (P. Fischer, 1878)
- Trochus floridus Philippi, 1850 => Clanculus floridus (Philippi, 1850)
- Trochus flosculus P. Fischer, 1878 => Clanculus flosculus (P. Fischer, 1878)
- Trochus fonki Philippi, 1860 => Calliostoma fonki (Philippi, 1860)
- Trochus formosus W. Wood, 1828 => Rotella suturalis Lamarck, 1822
- Trochus formosus McAndrew & Forbes, 1847 => Calliostoma occidentale (Mighels & C. B. Adams, 1842)
- Trochus fossulatulus Souverbie, 1875 => Hybochelus cancellatus (F. Krauss, 1848)
- Trochus fournieri Crosse, 1863 => Cantharidus fournieri (Crosse, 1863)
- Trochus fragilis Pulteney, 1799 => Calliostoma granulatum (Born, 1778)
- Trochus fragum Philippi, 1848 => Calthalotia fragum (Philippi, 1848)
- Trochus fraterculus Monterosato, 1880 => Jujubinus fraterculus (Monterosato, 1880)
- Trochus freycineti P. Fischer, 1878 => Odontotrochus chlorostomus (Menke, 1843)
- Trochus fulguratus Philippi, 1849 => Oxystele fulgurata (Philippi, 1849)
- Trochus fultoni G. B. Sowerby III, 1890 † => Jujubinus suarezensis fultoni (G. B. Sowerby III, 1890) †
- Trochus fulvolabris Hombron & Jacquinot, 1848 => Coelotrochus viridis (Gmelin, 1791)
- Trochus fuscatus Gmelin, 1791 => Gibbula umbilicaris (Linnaeus, 1758)
- Trochus gabrielis d'Orbigny, 1850 † => Tectus gabrielis (d'Orbigny, 1850) †
- Trochus gaimardi Philippi, 1851 => Diloma bicanaliculatum (Dunker, 1844)
- Trochus gallina Forbes, 1852 => Tegula gallina (Forbes, 1852)
- Trochus gemmatus Gould, 1845 => Herpetopoma gemmatum (Gould, 1845)
- Trochus gemmosus Reeve, 1842 => Calliostoma gemmosum (Reeve, 1842)
- Trochus gibberosus Dillwyn, 1817 => Pomaulax gibberosus (Dillwyn, 1817)
- Trochus gibbosulus (Brusina, 1865) => Gibbula racketti (Payraudeau, 1826)
- Trochus gilberti Montrouzier, 1878 => Jujubinus gilberti (Montrouzier, 1878)
- Trochus giliberti Souverbie & Montrouzier, 1879 => Jujubinus gilberti (Montrouzier, 1878)
- Trochus girgyllus Reeve, 1861 => Bolma girgyllus (Reeve, 1861)
- Trochus glabratus Philippi, 1844 => Cantrainea peloritana (Cantraine, 1835)
- Trochus glyptus R. B. Watson, 1879 => Calliotropis glypta (R. B. Watson, 1879)
- Trochus goudoti P. Fischer, 1878 => Priotrochus goudoti (P. Fischer, 1878)
- Trochus granatum Gmelin, 1791 => Calliostoma tigris (Gmelin, 1791)
- Trochus granosus Martyn, 1784 => Modelia granosa (Martyn, 1784)
- Trochus granosus Borson, 1821 † => Bolma granosa (Borson, 1821) †
- Trochus granulatus Born, 1778 => Calliostoma granulatum (Born, 1778)
- Trochus gratiosus Millet, 1865 † => Calliostoma gratiosum (Millet, 1865) †
- Trochus gravesi Forbes, 1844 => Jujubinus striatus (Linnaeus, 1758)
- Trochus gravinae Dautzenberg, 1881 => Jujubinus gravinae (Dautzenberg, 1881)
- Trochus grayanus Philippi, 1846 => Gibbula magus (Linnaeus, 1758)
- Trochus groenlandicus Gmelin, 1791 => Margarites groenlandicus (Gmelin, 1791)
- Trochus gualterianus Philippi, 1848 => Calliostoma gualterianum (Philippi, 1848)
- Trochus gualtierii Weinkauff, 1868 => Calliostoma gualterianum (Philippi, 1848)
- Trochus guildfordiae Reeve, 1842 => Guildfordia triumphans (Philippi, 1841)
- Trochus guillieri Cossmann, 1885 † => Proconulus guillieri (Cossmann, 1885) †
- Trochus guineensis Gmelin, 1791 => Clanculus guineensis (Gmelin, 1791)
- Trochus guttadauri Philippi, 1836 => Gibbula guttadauri (Philippi, 1836)
- Trochus haematragus Menke, 1829 => Astralium haematragum (Menke, 1829)
- Trochus hanleyanus sensu Krauss, 1848 => Trochus nigropunctatus Reeve, 1861
- Trochus heliciformis Millet, 1865 † => Calliostoma biangulatum Landau, Van Dingenen & Ceulemans, 2017 †
- Trochus helicinus (Phipps, 1774) => Margarites helicinus (Phipps, 1774)
- Trochus heliotropium Martyn, 1784 => Astraea heliotropium (Martyn, 1784)
- Trochus hemprichii Issel, 1869 => Ethminolia hemprichii (Issel, 1869)
- Trochus heres Deshayes, 1863 † => Metaconulus heres (Deshayes, 1863) †
- Trochus hornungi Bisacchi, 1931 => Ethminolia hornungi (Bisacchi, 1931)
- Trochus horridus Costa O.G., 1861 => Danilia tinei (Calcara, 1839)
- Trochus horridus Philippi, 1846 => Euchelus horridus (Philippi, 1846)
- Trochus hyacinthinus Blainville, 1830 => Calliostoma laugieri (Payraudeau, 1826)
- Trochus hybridus Linnaeus, 1758 => Philippia hybrida (Linnaeus, 1758)
- Trochus imperialis Gmelin, 1791 => Astraea heliotropium (Martyn, 1784)
- Trochus impervius Menke, 1843 => Oxystele impervia (Menke, 1843)
- Trochus incrassatus Lamarck, 1822 => Trochus stellatus Gmelin, 1791
- Trochus incrassatus Deshayes, 1832 † => Jujubinus subincrassatus (d'Orbigny, 1852) †
- Trochus indecorus Philippi, 1846 => Phorcus sauciatus (Koch, 1845)
- Trochus indicus Gmelin, 1791 => Onustus indicus (Gmelin, 1791)
- Trochus inflatus Blainville, 1830 => Gibbula cineraria (Linnaeus, 1758)
- Trochus infundibuliformis Gmelin, 1791 => Heliacus (Teretropoma) infundibuliformis infundibuliformis (Gmelin, 1791)
- Trochus inornatus d'Orbigny, 1842 => Episcynia inornata (d'Orbigny, 1842)
- Trochus insignis Millet, 1854 † => Steromphala insignis (Millet, 1854) †
- Trochus instrictus Gould, 1849 => Herpetopoma instrictum (Gould, 1849)
- Trochus intermedius Monterosato, 1872 => Phorcus mutabilis (Philippi, 1851)
- Trochus interruptus Wood, 1828 => Jujubinus interruptus (Wood, 1828)
- Trochus iridescens Schrenck, 1863 => Lirularia iridescens (Schrenck, 1863)
- Trochus iris Gmelin, 1791 => Cantharidus opalus (Martyn, 1784)
- Trochus irisodontes Quoy & Gaimard, 1834 => Phasianotrochus irisodontes (Quoy & Gaimard, 1834)
- Trochus irregularis Leach, 1852 => Calliostoma zizyphinum (Linnaeus, 1758)
- Trochus japonicus Dunker, 1845 => Pomaulax japonicus (Dunker, 1845)
- Trochus javanicus Lamarck, 1822 => Calliostoma javanicum (Lamarck, 1822)
- Trochus jessoensis Schrenck, 1863 => Cantharidus jessoensis (Schrenck, 1863)
- Trochus jucundus Gould, 1849 => Calliostoma jucundum (Gould, 1849)
- Trochus jujubinus Gmelin, 1791 => Calliostoma jujubinum (Gmelin, 1791)
- Trochus labio Linnaeus, 1758 => Monodonta labio (Linnaeus, 1758)
- Trochus laceyi (G. B. Sowerby, 1889) => Clanculus miniatus (Anton, 1838)
- Trochus laevigatus Gmelin, 1791 => Gibbula varia (Linnaeus, 1758)
- Trochus laevigatus Philippi, 1836 => Calliostoma gualterianum (Philippi, 1848)
- Trochus laevigatus Sowerby J., 1817 => Calliostoma zizyphinum (Linnaeus, 1758)
- Trochus laevigatus Grateloup, 1832 † => Trochomodulus sublaevigatus (d'Orbigny, 1852) †
- Trochus laevis G. B. Sowerby I, 1846 † => Trochus chilensis d'Orbigny, 1852 †
- Trochus laevissimus E. von Martens, 1881 => Ilanga laevissima (E. von Martens, 1881)
- Trochus lamberti Souverbie, 1875 => Vaceuchelus roseolus (G. Nevill & H. Nevill, 1869)
- Trochus laminarum Jeffreys, 1883 => Margarites laminarum (Jeffreys, 1883)
- Trochus lapillus Reeve, 1861 => Astralium lapillus (Reeve, 1861)
- Trochus largillierti Philippi, 1849 => Clanculus largillierti (Philippi, 1849)
- Trochus latior Monterosato, 1880 => Gibbula umbilicaris (Linnaeus, 1758)
- Trochus latispina Philippi, 1844 => Astralium latispina (Philippi, 1844)
- Trochus laugieri Payraudeau, 1826 => Calliostoma laugieri (Payraudeau, 1826)
- Trochus leachii Philippi, 1846 => Margarites costalis (Gould, 1841)
- Trochus leaensis R. B. Watson, 1880 => Gibbula zonata (W. Wood, 1828)
- Trochus lehmanni Menke, 1843 => Prothalotia lehmanni (Menke, 1843)
- Trochus lenticularis Lamarck, 1822 => Modulus modulus (Linnaeus, 1758)
- Trochus lepidus Philippi, 1849 => Cantharidus lepidus (Philippi, 1849)
- Trochus lesueuri P. Fischer, 1876 => Prothalotia lesueuri (P. Fischer, 1876)
- Trochus leucophaeus Philippi, 1836 => Gibbula leucophaea (Philippi, 1836)
- Trochus lifuanus Fischer, 1878 => Monilea lifuana (P. Fischer, 1878)
- Trochus ligatus Gould, 1849 => Calliostoma ligatum (Gould, 1849)
- Trochus ligulatus Menke, 1850 => Tegula ligulata (Menke, 1850)
- Trochus lima Philippi, 1850 => Calliostoma antonii (Koch in Philippi, 1843)
- Trochus lima R. B. Watson, 1879 => Solariella rhina (R. B. Watson, 1886)
- Trochus limbatus Quoy & Gaimard, 1834 => Clanculus limbatus (Quoy & Gaimard, 1834)
- Trochus lineatus da Costa, 1778 => Phorcus lineatus (da Costa, 1778)
- Trochus lineatus Philippi, 1845 => Photinula coerulescens (P. P. King, 1832)
- Trochus lineolatus O. G. Costa, 1830 => Gibbula divaricata (Linnaeus, 1758)
- Trochus lineolatus Potiez & Michaud, 1838 => Gibbula cineraria (Linnaeus, 1758)
- Trochus lineolatus Risso, 1826 => Calliostoma zizyphinum (Linnaeus, 1758)
- Trochus lineolatus Bianconi, 1865 => Priotrochus obscurus obscurus (W. Wood, 1828)
- Trochus lithophorus Blumenbach, 1803 => Xenophora conchyliophora (Born, 1780)
- Trochus littoralis Brusina, 1865 => Jujubinus striatus (Linnaeus, 1758)
- Trochus luciae G. Seguenza, 1876 † => Margarites luciae (G. Seguenza, 1876)
- Trochus lucidus Risso, 1826 => Calliostoma conulum
- Trochus luctuosus d'Orbigny, 1841 => Tegula luctuosa (d'Orbigny, 1841)
- Trochus ludwigi F. Krauss, 1848 => Gibbula benzi (F. Krauss, 1848)
- Trochus lugubris Gmelin, 1791 => Diloma aethiops (Gmelin, 1791)
- Trochus lunaris Gmelin, 1791 => Limacina retroversa (J. Fleming, 1823)
- Trochus lunatus Röding, 1798 => Calliostoma jujubinum (Gmelin, 1791)
- Trochus luteus Quoy & Gaimard, 1834 => Bembicium melanostoma (Gmelin, 1791)
- Trochus lyciacus Forbes, 1844 => Gibbula albida (Gmelin, 1791)
- Trochus lyonsii Leach, 1852 => Calliostoma zizyphinum (Linnaeus, 1758)
- Trochus macandreae Carpenter, 1857 => Calliostoma leanum (C. B. Adams, 1852)
- Trochus macovei Simionescu & Barbu, 1940 † => Anceps pageana (d'Orbigny, 1844) †
- Trochus maculatus Risso, 1826 => Calliostoma laugieri (Payraudeau, 1826)
- Trochus magulus Deshayes, 1835 => Gibbula albida (Gmelin, 1791)
- Trochus magus Linnaeus, 1758 => Gibbula magus (Linnaeus, 1758)
- Trochus marcidus Gould, 1853 => Tegula pulligo (Gmelin, 1791)
- Trochus margaritarius (Philippi, 1846) => Clanculus margaritarius (Philippi, 1846)
- Trochus marginulatus Philippi, 1844 † => Solariella marginulata (Philippi, 1844) †
- Trochus mariei Fischer, 1886 => Pagodatrochus variabilis (H. Adams, 1873)
- Trochus marmoreus Pease, 1868 => Cantharidus marmoreus (Pease, 1868)
- Trochus martini J. Smith, 1839 => Clelandella miliaris (Brocchi, 1814)
- Trochus matonii Payraudeau, 1826 => Jujubinus exasperatus (Pennant, 1777)
- Trochus maugeri W. Wood, 1828 => Clanculus maugeri (W. Wood, 1828)
- Trochus mauritianus Gmelin, 1791 => Tectus mauritianus (Gmelin, 1791)
- Trochus maximus Koch, 1844 => Rochia maxima (Koch, 1844)
- Trochus mediterraneus Wood W., 1828 => Clanculus cruciatus (Linnaeus, 1758)
- Trochus melaleucos Jonas, 1844 => Tegula melaleucos (Jonas, 1844)
- Trochus melanostoma Gmelin, 1791 => Bembicium melanostoma (Gmelin, 1791)
- Trochus melanostoma Reeve, 1843 => Bembicium melanostoma (Gmelin, 1791)
- Trochus menkeanus Philippi, 1844 => Gibbula zonata (W. Wood, 1828)
- Trochus merula (Röding, 1798) => Oxystele sinensis (Gmelin, 1791)
- Trochus meruloides Krauss, 1848 => Oxystele sinensis (Gmelin, 1791)
- Trochus meyeri Philippi, 1849 => Astele armillata (Wood, 1828)
- Trochus michaudi Blainville, 1830 => Gibbula philberti (Récluz, 1843)
- Trochus miliaris Brocchi, 1814 => Clelandella miliaris (Brocchi, 1814)
- Trochus millegranus Philippi, 1836 => Clelandella miliaris (Brocchi, 1814)
- Trochus millegranus Millet, 1865 † => Calliostoma milletigranum Landau, Van Dingenen & Ceulemans, 2017 †
- Trochus miniatus Anton, 1838 => Clanculus miniatus (Anton, 1838)
- Trochus minimum Benoit, 1843 => Homalopoma sanguineum (Linnaeus, 1758)
- Trochus minutulus Jeffreys, 1883 => Lissotesta minima (Seguenza G., 1876)
- Trochus mirabilis Deshayes, 1863 † => Pseudodiloma mirabilis (Deshayes, 1863) †
- Trochus modestus Reeve, 1843 => Bolma modesta (Reeve, 1843)
- Trochus modulus Linnaeus, 1758 => Modulus modulus (Linnaeus, 1758)
- Trochus moestus Jonas, 1844 => Tegula atra (Lesson, 1830)
- Trochus mongenii Monterosato, 1872 => Phorcus mutabilis (Philippi, 1851)
- Trochus montacuti Jeffreys, 1865 => Jujubinus montagui (Wood, 1828)
- Trochus montagui Wood W., 1828 => Jujubinus montagui (Wood, 1828)
- Trochus montereyi Kiener, 1850 => Tegula montereyi (Kiener, 1850)
- Trochus montissanctipetri Binkhorst, 1861 † => Tectus montissanctipetri (Binkhorst, 1861) †
- Trochus morgani Cossmann & Pissarro, 1905 † => Tectus morgani (Cossmann & Pissarro, 1905) †
- Trochus multicolor F. Krauss, 1848 => Gibbula multicolor (F. Krauss, 1848)
- Trochus multigranus Philippi, 1848 => Clanculus corallinus (Gmelin, 1791)
- Trochus muricatus Linnaeus, 1758 => Cenchritis muricatus (Linnaeus, 1758)
- Trochus mutabilis Philippi, 1851 => Phorcus mutabilis (Philippi, 1851)
- Trochus mutus Finlay, 1924 † => Benthastelena muta (Finlay, 1924) †
- Trochus nabateus Issel, 1869 † => Priotrochus obscurus obscurus (W. Wood, 1828)
- Trochus nanus Lamarck, 1822 => Bembicium nanum (Lamarck, 1822)
- Trochus nardinii Selli, 1974 † => Trochus submorum (Abrard, 1942)
- Trochus nebulosus Philippi, 1848 => Steromphala nebulosa (Philippi, 1849)
- Trochus neritoides Philippi, 1849 => Monodonta neritoides (Philippi, 1849)
- Trochus nigerrimus Gmelin, 1791 => Tegula nigerrima (Gmelin, 1791)
- Trochus nigricolor Dunker, 1860 => Chlorostoma xanthostigma A. Adams, 1853
- Trochus niloticus Linnaeus, 1767 => Rochia nilotica (Linnaeus, 1767)
- Trochus nobilis Philippi, 1848 => Astele rubiginosa (Valenciennes, 1846)
- Trochus nodosus Hutton, 1885 † => Benthastelena muta (Finlay, 1924) †
- Trochus nodulosus Solander, 1766 † => Metaconulus nodulosus (Solander, 1766) †
- Trochus noe d'Orbigny, 1852 † => Calliostoma boscianum (Brongniart, 1823) †
- Trochus nordmanni Schrenck, 1862 => Tegula pfeifferi pfeifferi (Philippi, 1846)
- Trochus novaezelandiae Anton, 1838 => Diloma subrostratum (Gray, 1835)
- Trochus nucleus Philippi, 1850 => Rossiteria nucleus (Philippi, 1850)
- Trochus nudus Philippi, 1845 => Calliostoma nudum (Philippi, 1845)
- Trochus obeliscus Gmelin, 1791 => Tectus pyramis (Born, 1778)
- Trochus obliquatus Gmelin, 1791 => Gibbula umbilicalis (da Costa, 1778)
- Trochus obscurus W. Wood, 1828 => Priotrochus obscurus (W. Wood, 1828)
- Trochus obtusatus Philippi, 1847 => Modulus obtusatus (Philippi, 1847)
- Trochus obtusus Dillwyn, 1817 => Austrocochlea constricta (Lamarck, 1822)
- Trochus obustus Kolesnikov, 1935 † => Anceps adelae (d'Orbigny, 1844) †
- Trochus occidentalis Mighels & C. B. Adams, 1842 => Calliostoma occidentale (Mighels & C. B. Adams, 1842)
- Trochus ochotensis Philippi, 1851 => Margarites schantaricus (Middendorff, 1849)
- Trochus ochraceus Philippi, 1846 => Pomaulax gibberosus (Dillwyn, 1817)
- Trochus ochroleucus Philippi, 1849 => Clanculus albanyensis Jansen, 1995
- Trochus ochroleurcus [sic] => Trochus ochroleucus Gmelin, 1791
- Trochus olivaceus Anton, 1838 => Gibbula adriatica (Philippi, 1844)
- Trochus onustus Lightfoot, 1786 => Xenophora conchyliophora (Born, 1780)
- Trochus ornatus Lamarck, 1822 => Calliostoma ornatum (Lamarck, 1822)
- Trochus ottoi Philippi, 1844 => Calliotropis ottoi (Philippi, 1844)
- Trochus pagodulus Millet, 1865 † => Calliostoma pagodulum (Millet, 1865) †
- Trochus pallidulus Dunker, 1857 => Calliostoma laugieri (Payraudeau, 1826)
- Trochus pallidus Hombron & Jacquinot, 1848 => Cantharidus purpureus (Gmelin, 1791)
- Trochus papilla Eichwald, 1850 † => Anceps papilla (Eichwald, 1850) †
- Trochus papillosum da Costa, 1778 => Calliostoma granulatum (Born, 1778)
- Trochus papillosus da Costa, 1778 => Calliostoma granulatum (Born, 1778)
- Trochus parnensis Bayan, 1870 † => Amonilea parnensis (Bayan, 1870) †
- Trochus parvulus Philippi, 1844 => Jujubinus montagui (Wood, 1828)
- Trochus patagonicus d'Orbigny, 1835 => Tegula patagonica (d'Orbigny, 1835)
- Trochus patholatus Dillwyn, 1817 => Gibbula tumida (Montagu, 1803)
- Trochus pauperculus Lischke, 1872 => Herpetopoma pauperculum (Lischke, 1872)
- Trochus pellucidus Valenciennes, 1846 => Calliostoma pellucidum (Valenciennes, 1846)
- Trochus pennanti Philippi, 1846 => Gibbula pennanti (Philippi, 1846)
- Trochus perlatus Gmelin, 1791 => Modulus perlatus (Gmelin, 1791)
- Trochus personatus Philippi, 1847 => Clanculus personatus (Philippi, 1847)
- Trochus perspectiviunculus Dillwyn, 1817 => Heliacus (Heliacus) variegatus (Gmelin, 1791)
- Trochus perspectivus Linnaeus, 1758 => Architectonica perspectiva (Linnaeus, 1758)
- Trochus perspectivus Koch, 1843 => Calliostoma jujubinum (Gmelin, 1791)
- Trochus perversus Linnaeus, 1758 => Monophorus perversus (Linnaeus, 1758)
- Trochus pfeifferi Philippi, 1846 => Tegula pfeifferi (Philippi, 1846)
- Trochus pharaonius Linnaeus, 1758 => Clanculus pharaonius (Linnaeus, 1758)
- Trochus phasianellaeformis Sinzow, 1875 † => Gibbula phasianellaeformis (Sinzow, 1875) †
- Trochus phasianellus (Deshayes, 1863) => Calliotrochus marmoreus (Pease, 1861)
- Trochus philberti Récluz, 1843 => Gibbula philberti (Récluz, 1843)
- Trochus philippensis R. B. Watson, 1880 => Spectamen philippense (R. B. Watson, 1880)
- Trochus philippii Aradas, 1847 => Gibbula cineraria (Linnaeus, 1758)
- Trochus picoides Gould, 1853 => Livona pica (Linnaeus, 1758)
- Trochus pictus W. Wood, 1828 => Thalotia conica (Gray, 1826)
- Trochus pictus Philippi, 1846 => Gibbula spratti (Forbes, 1844)
- Trochus pileolum L. Reeve, 1842 => Astralium pileolum (Reeve, 1842)
- Trochus pileus Lamarck, 1822 => Trochita pileus (Lamarck, 1822)
- Trochus piperinus Philippi, 1849 => Diloma piperinum (Philippi, 1849)
- Trochus planospirus Millet, 1865 † => Calliostoma planospirum (Millet, 1865) †
- Trochus planus Quoy & Gaimard, 1834 => Bembicium nanum (Lamarck, 1822)
- Trochus plebejus Philippi, 1851 => Clanculus plebejus (Philippi, 1851)
- Trochus podolicus Dubois de Montpereux, 1831 † => Sarmatigibbula podolica (Dubois de Montpereux, 1831) †
- Trochus polaris Philippi, 1846 => Margarites costalis (Gould, 1841)
- Trochus polyphyllus d'Orbigny, 1850 † => Angaria polyphylla (d'Orbigny, 1850) †
- Trochus ponsonbyi G. B. Sowerby III, 1888 => Priotrochus obscurus ponsonbyi (G. B. Sowerby III, 1888) †
- Trochus poupineli Montrouzier, 1875 => Dactylastele poupineli (Montrouzier, 1875)
- Trochus preissianus Philippi, 1849 => Notogibbula preissiana (Philippi, 1849)
- Trochus preissii Menke, 1843 => Prothalotia pulcherrima (W. Wood, 1828)
- Trochus princeps Deshayes, 1863 † => Metaconulus heres (Deshayes, 1863) †
- Trochus proanceps Simionescu & Barbu, 1940 † => Anceps anceps (Eichwald, 1850) †
- Trochus prodictus P. Fischer, 1879 => Peasiella tantilla (Gould, 1849)
- Trochus profugus de Gregorio, 1889 => Danilia tinei (Calcara, 1839)
- Trochus proximus Millet, 1865 † => Jujubinus proximus (Millet, 1865) †
- Trochus pruninus Gould, 1849 => Cantharidus capillaceus (Philippi, 1849)
- Trochus puella Philippi, 1851 => Prothalotia pulcherrima (W. Wood, 1828)
- Trochus pulcherrimus W. Wood, 1828 => Prothalotia pulcherrima (W. Wood, 1828)
- Trochus pulligo Gmelin, 1791 => Tegula pulligo (Gmelin, 1791)
- Trochus pumilio Dillwyn, 1817 => Obelus pumilio (Dillwyn, 1817
- Trochus punctulatus Martyn, 1784 => Calliostoma punctulatum (Martyn, 1784)
- Trochus puniceus (Philippi, 1846) => Clanculus puniceus (Philippi, 1846)
- Trochus pupillus Gould, 1849 => Margarites pupillus (Gould, 1849)
- Trochus purpureus Risso, 1826 => Clanculus cruciatus (Linnaeus, 1758)
- Trochus pyramidatus Lamarck, 1822 => Jujubinus exasperatus (Pennant, 1777)
- Trochus pyramis Born, 1778 => Tectus pyramis (Born, 1778)
- Trochus quadricarinatus Holten, 1802 => Euchelus asper (Gmelin, 1791)
- Trochus quadricostatus W. Wood, 1828 => Tegula quadricostata (W. Wood, 1828)
- Trochus quoyi Philippi, 1851 => Phasianotrochus eximius (Perry, 1811)
- Trochus racketti Payraudeau, 1826 => Gibbula racketti (Payraudeau, 1826)
- Trochus radians Lamarck, 1816 => Trochita trochiformis (Born, 1778)
- Trochus radiatus Anton, 1838 => Phorcus richardi (Payraudeau, 1826)
- Trochus ramburi Crosse, 1864 => Prothalotia ramburi (Crosse, 1864)
- Trochus rarilineatus Michaud, 1829 => Gibbula rarilineata (Michaud, 1829)
- Trochus rarus Dufo, 1840 => Clanculus rarus (Dufo, 1840)
- Trochus reevei Montrouzier in Souverbie & Montrouzier, 1866 => Eurytrochus reevei Montrouzier in Souverbie & Montrouzier, 1866
- Trochus reinierius Risso, 1826 => Jujubinus exasperatus (Pennant, 1777)
- Trochus reticulatus G.B. Sowerby I, 1821 † => Bathrotomaria reticulata (G.B. Sowerby I, 1821) †
- Trochus rhina R. B. Watson, 1886 => Solariella rhina (R. B. Watson, 1886)
- Trochus rhodostomus Lamarck, 1822 => Astralium rhodostomum (Lamarck, 1822)
- Trochus rhysus R. B. Watson, 1879 => Calliotropis rhysa (R. B. Watson, 1879)
- Trochus richardi (Payraudeau, 1826) => Phorcus richardi (Payraudeau, 1826)
- Trochus rigatus Philippi, 1849 => Monilea callifera (Lamarck, 1822)
- Trochus roissyi Payraudeau, 1826 => Gibbula varia (Linnaeus, 1758)
- Trochus rollandianus d'Orbigny, 1844 † => Rollandiana rollandiana (d'Orbigny, 1844) †
- Trochus roseolus (G. Nevill & H. Nevill, 1869) => Vaceuchelus roseolus (G. Nevill & H. Nevill, 1869)
- Trochus roseus Salis Marschlins, 1793 => Clanculus corallinus (Gmelin, 1791)
- Trochus roseus Gmelin, 1791 => Gibbula rosea (Gmelin, 1791)
- Trochus rostratus Gmelin, 1791 => Cantharidus purpureus (Gmelin, 1791)
- Trochus rotellinus Gould, 1849 => Camitia rotellina (Gould, 1849)
- Trochus rotularius Lamarck, 1822 => Astralium rotularium (Lamarck, 1822)
- Trochus rouillieri d'Orbigny, 1850 † => Proconulus rouillieri (d'Orbigny, 1850) †
- Trochus royanus Iredale, 1912 => Tectus royanus (Iredale, 1912)
- Trochus rubiginosus Valenciennes, 1846 => Astele rubiginosa (Valenciennes, 1846)
- Trochus ruscurianus Weinkauff, 1868 => Jujubinus ruscurianus (Weinkauff, 1868)
- Trochus rusticus Gmelin, 1791 => Tegula rustica (Gmelin, 1791)
- Trochus sagittiferus Lamarck, 1822 => Phorcus sauciatus (Koch, 1845)
- Trochus samoensis Hombron & Jacquinot, 1848 => Clanculus samoensis (Hombron & Jacquinot, 1848)
- Trochus sandwichiensis Souleyet, 1852 => Trochus intextus Kiener, 1850
- Trochus sarmates Eichwald, 1850 † => Anceps sarmates (Eichwald, 1850) †
- Trochus sarmatoanceps Sinzow, 1897 † => Anceps anceps (Eichwald, 1850) †
- Trochus sarniensis Norman, 1888 => Gibbula umbilicalis (da Costa, 1778)
- Trochus satrapius E. von Martens, 1874 => Trochus scabrosus Philippi, 1850
- Trochus sauciatus Koch, 1845 => Phorcus sauciatus (Koch, 1845)
- Trochus saulcyi d'Orbigny, 1840 => Phorcus atratus (Wood, 1828)
- Trochus scaber Linnaeus, 1758 => Euchelus scaber (Linnaeus, 1758)
- Trochus scabrosus Philippi, 1850 => Clanculus scabrosus (Philippi, 1850)
- Trochus scabrosus Jeffreys, 1883 => Putzeysia wiseri (Calcara, 1842)
- Trochus schantaricus Middendorff, 1849 => Margarites schantaricus (Middendorff, 1849)
- Trochus scrobiculatus Souverbie, 1866 => Vaceuchelus scrobiculatus (Souverbie, 1866)
- Trochus selectus Dillwyn, 1817 => Calliostoma selectum (Dillwyn, 1817)
- Trochus semicostatus Kiener, 1850 => Astralium semicostatum (Kiener, 1850)
- Trochus semiglobosus Aradas, 1847 => Gibbula pennanti (Philippi, 1846)
- Trochus semistriatus Simionescu & Barbu, 1940 † => Anceps simionescui Harzhauser, 2021 †
- Trochus semiustus P. Fischer, 1879 => Vanitrochus semiustus (P. Fischer, 1879)
- Trochus seriatus Megerle von Mühlfeld, 1824 => Monophorus perversus (Linnaeus, 1758)
- Trochus seriopunctatus Blainville, 1830 => Calliostoma laugieri (Payraudeau, 1826)
- Trochus shinagawaensis Tokunaga, 1906 => Calliostoma shinagawaense (Tokunaga, 1906)
- Trochus signatus Jonas, 1844 => Priotrochus obscurus obscurus (W. Wood, 1828)
- Trochus sinensis Gmelin, 1791 => Oxystele sinensis (Gmelin, 1791)
- Trochus sismondae Issel, 1869 => Peasiella isseli (Issel, 1869)
- Trochus smaragdinus Monterosato, 1880 => Jujubinus striatus (Linnaeus, 1758)
- Trochus smithi Wood, 1828 => Monilea smithi (Wood, 1828)
- Trochus socius Fischer P., 1895 => Jujubinus exasperatus (Pennant, 1777)
- Trochus solaris Linnaeus, 1764 => Stellaria solaris (Linnaeus, 1764)
- Trochus solaris Brocchi, 1814 => Bolma rugosa (Linnaeus, 1767)
- Trochus spiniger Sowerby in Sedgwick & Murchison, 1832 † => Megalonoda spiniger (Sowerby in Sedgwick & Murchison, 1832) †
- Trochus splendidus Philippi, 1855 => Astele rubiginosa (Valenciennes, 1846)
- Trochus spratti Forbes, 1844 => Gibbula spratti (Forbes, 1844)
- Trochus spurcus Gould, 1849 => Gibbula spurca (Gould, 1849)
- Trochus squamiferus Koch, 1844 => Bellastraea squamifera (Koch, 1844)
- Trochus squamosus Defrance, 1828 † => Metaconulus squamosus (Defrance, 1828) †
- Trochus stenomphalus G. B. Sowerby III, 1890 => Trochus fultoni G. B. Sowerby III, 1890 †
- Trochus stenomphalus Jonas, 1844 => Tegula tridentata (Potiez & Michaud, 1838)
- Trochus stephanephorus Watson, 1886 => Calliostoma stephanephorum (Watson, 1886)
- Trochus stoliczkai Zittel, 1865 † => Antisolarium stoliczkai (Zittel, 1865) †
- Trochus stramineus Gmelin, 1791 => Heliacus (Grandeliacus) stramineus (Gmelin, 1791)
- Trochus striatulus Garrett, 1857 => Calliotrochus marmoreus (Pease, 1861)
- Trochus striatulus Kiener, 1850 => Tegula brunnea (Philippi, 1849)
- Trochus striatus Linnaeus, 1758 => Jujubinus striatus (Linnaeus, 1758)
- Trochus strigosus Gmelin, 1791 => Gibbula cineraria (Linnaeus, 1758)
- Trochus suarezensis P. Fischer, 1878 => Jujubinus suarezensis (P. Fischer, 1878)
- Trochus suavis Philippi, 1850 => Pictodiloma suavis (Philippi, 1850)
- Trochus subcanaliculatus Deshayes, 1863 † => Tectus subcanaliculatus (Deshayes, 1863) †
- Trochus subcarinatus (Swainson, 1855) => Astele subcarinata Swainson, 1855
- Trochus subincrassatus d'Orbigny, 1852 † => Jujubinus subincrassatus (d'Orbigny, 1852) †
- Trochus sublaevigatus d'Orbigny, 1852 † => Trochomodulus sublaevigatus (d'Orbigny, 1852) †
- Trochus subsigaretus Sinzow, 1875 † => Gibbula subsigaretus (Sinzow, 1875) †
- Trochus succinctus Monterosato, 1880 => Gibbula ardens (Salis Marschlins, 1793)
- Trochus sulcatus Martyn, 1784 => Cookia sulcata (Lightfoot, 1786)
- Trochus sulcatus Lamarck, 1804 † => Jujubinus helenae Pacaud, 2017 †
- Trochus sulcatus Lightfoot, 1786 => Cookia sulcata (Lightfoot, 1786)
- Trochus sulcatus W. Wood, 1828 => Diloma bicanaliculatum (Dunker, 1844)
- Trochus suturalis Philippi, 1836 => Callumbonella suturalis (Philippi, 1836)
- Trochus tabidus Reeve, 1861 => Tectus pyramis (Born, 1778)
- Trochus tabularis F. Krauss, 1848 => Oxystele tabularis (F. Krauss, 1848)
- Trochus taeniatus Quoy & Gaimard, 1834 => Austrocochlea porcata (A. Adams, 1853)
- Trochus tampaensis Conrad, 1846 => Calliostoma tampaense (Conrad, 1846)
- Trochus tamsii Dunker in Philippi, 1845 => Phorcus atratus (Wood, 1828)
- Trochus tantillus Gould, 1849 => Peasiella tantilla (Gould, 1849)
- Trochus tectum Gmelin, 1791 => Indomodulus tectum (Gmelin, 1791)
- Trochus tectumchinense Noodt, 1819 => Pomaulax gibberosus (Dillwyn, 1817)
- Trochus tectus Lightfoot, 1786 => Lithopoma tectum (Lightfoot, 1786)
- Trochus telescopium Linnaeus, 1758 => Telescopium telescopium (Linnaeus, 1758)
- Trochus tentoriiformis Jonas, 1845 => Astralium tentoriiforme (Jonas, 1845)
- Trochus tentorium Gmelin, 1791 => Tectus tentorium (Gmelin, 1791)
- Trochus tenuis Montagu, 1803 => Calliostoma granulatum (Born, 1778)
- Trochus tessulatus Born, 1778 => Phorcus turbinatus (Born, 1778)
- Trochus tetragonostoma Jordan, 1895 => Callumbonella suturalis (Philippi, 1836)
- Trochus textilis Reeve, 1861 => Trochus nigropunctatus Reeve, 1861
- Trochus texturatus Gould, 1849 => Cantharidus purpureus (Gmelin, 1791)
- Trochus thiara Defrance, 1828 † => Tectus chenui Le Renard, 1994 †
- Trochus thouetensis Hébert & Deslongschamps, 1860 † => Amphitrochus thouetensis (Hébert & Deslongschamps, 1860) †
- Trochus tiara R. B. Watson, 1879 => Calliotropis tiara (R. B. Watson, 1879)
- Trochus tiaratus Quoy & Gaimard, 1834 => Coelotrochus tiaratus (Quoy & Gaimard, 1834)
- Trochus tiberianus Crosse, 1863 => Cratidentium tiberianum (Crosse, 1863)
- Trochus tigris Gmelin, 1791 => Maurea tigris (Gmelin, 1791)
- Trochus tornatus Röding, 1798 => Calliostoma tornatum (Röding, 1798)
- Trochus torosus Kiener, 1850 => Cantharidus purpureus (Gmelin, 1791)
- Trochus torquatus Anton in Philippi, 1848 => Calliostoma pellucidum (Valenciennes, 1846)
- Trochus torulosus Millet, 1865 † => Calliostoma miotorulosum Landau, Van Dingenen & Ceulemans, 2017 †
- Trochus tranquebaricus Röding, 1798 => Calliostoma tranquebaricum (Röding, 1798)
- Trochus tricarinatus Lamarck, 1818 => Euchelus asper (Gmelin, 1791)
- Trochus tricolor Risso, 1826 => Jujubinus exasperatus (Pennant, 1777)
- Trochus trilineatus Simionescu & Barbu, 1940 † => Anceps sarmates (Eichwald, 1850) †
- Trochus triserialis Lamarck, 1822 => Tectus triserialis (Lamarck, 1822)
- Trochus trisulcatus Forsskål in Niebuhr, 1775 => Terebralia palustris (Linnaeus, 1767)
- Trochus triumphans Philippi, 1841 => Guildfordia triumphans (Philippi, 1841)
- Trochus tshebricensis Uspenskaya, 1927 † => Anceps pageana (d'Orbigny, 1844) †
- Trochus tuber Linnaeus, 1758 => Lithopoma tuber (Linnaeus, 1758)
- Trochus tuberculatus da Costa, 1778 => Gibbula magus (Linnaeus, 1758)
- Trochus tuberculatus Risso, 1826 => Gibbula fanulum (Gmelin, 1791)
- Trochus tubifer [sic] => Trochus tubiferus Kiener, 1850
- Trochus tumidulus Nardo, 1847 => Jujubinus montagui (Wood, 1828)
- Trochus tumidulus Aradas, 1846 => Jujubinus tumidulus (Aradas, 1846)
- Trochus tumidus Montagu, 1803 => Gibbula tumida (Montagu, 1803)
- Trochus tumidus Millet, 1865 † => Calliostoma miotumidum Landau, Van Dingenen & Ceulemans, 2017 †
- Trochus turbiformis Salis Marschlins, 1793 => Phorcus articulatus (Lamarck, 1822)
- Trochus turbinatus Born, 1778 => Phorcus turbinatus (Born, 1778)
- Trochus turricula Eichwald, 1830 † => Jujubinus turricula (Eichwald, 1830) †
- Trochus turricula Eichwald, 1830 sensu Hörnes, 1855 † => Jujubinus hoernesianus (Sacco, 1896) †
- Trochus turriculoides Sinzow, 1877 † => Anceps anceps (Eichwald, 1850) †
- Trochus turris Philippi, 1846 => Trochus altus Philippi, 1851
- Trochus umbella Millet, 1865 † => Calliostoma umbellum (Millet, 1865) †
- Trochus umbilicalis da Costa, 1778 => Gibbula umbilicalis (da Costa, 1778)
- Trochus umbilicaris Linnaeus, 1758 => Gibbula umbilicaris (Linnaeus, 1758)
- Trochus umbilicatus Montagu, 1803 => Gibbula umbilicalis (da Costa, 1778)
- Trochus undosus W. Wood, 1828 => Megastraea undosa (W. Wood, 1828)
- Trochus undulatus Risso, 1826 => Gibbula fanulum (Gmelin, 1791)
- Trochus unguis W. Wood, 1828 => Uvanilla unguis (W. Wood, 1828)
- Trochus unicus Dunker, 1860 => Calliostoma unicum (Dunker, 1860)
- Trochus unidens d'Orbigny, 1842 => Modulus modulus (Linnaeus, 1758)
- Trochus unidentatus Philippi, 1844 => Jujubinus unidentatus (Philippi, 1844)
- Trochus vaillanti P. Fischer, 1882 => Calliotropis vaillanti (P. Fischer, 1882)
- Trochus vancouverensis E. A. Smith, 1880 => Solariella vancouverensis (E. A. Smith, 1880)
- Trochus variabilis Defrance, 1828 † => Tectus altavillensis (Defrance, 1828) †
- Trochus varians O. G. Costa, 1830 => Gibbula divaricata (Linnaeus, 1758)
- Trochus varians Deshayes, 1835 => Gibbula adriatica (Philippi, 1844)
- Trochus variegatus Gmelin, 1791 => Heliacus (Heliacus) variegatus (Gmelin, 1791)
- Trochus variegatus Anton, 1838 => Oxystele antoni Herbert, 2015
- Trochus varius Linnaeus, 1758 => Gibbula varia (Linnaeus, 1758)
- Trochus venosus Megerle von Mühlfeld, 1816 => Jujubinus unidentatus (Philippi, 1844)
- Trochus verruca Gould, 1845 => Collonista verruca (Gould, 1845)
- Trochus verrucosus Gmelin, 1791 => Trochus maculatus Linnaeus, 1758
- Trochus vestiarius Linnaeus, 1758 => Umbonium vestiarium (Linnaeus, 1758)
- Trochus viadrinus M. Schmidt, 1905 † => Parataphrus viadrinus (M. Schmidt, 1905) †
- Trochus vibrayanus Dollfus & Dautzenberg, 1886 † => Calliostoma vibrayanum (Dollfus & Dautzenberg, 1886) †
- Trochus vieillioti (Payraudeau, 1826) => Clanculus cruciatus (Linnaeus, 1758)
- Trochus villicus Philippi, 1844 => Gibbula philberti (Récluz, 1843)
- Trochus violaceus Risso, 1826 => Calliostoma conulum
- Trochus virgatus Gmelin, 1791 => Tectus virgatus (Gmelin, 1791)
- Trochus viridis Gmelin, 1791 => Coelotrochus viridis (Gmelin, 1791)
- Trochus viridulus Gmelin, 1791 => Tegula viridula (Gmelin, 1791)
- Trochus vitiligineus Menke, 1843 => Ethminolia vitiliginea (Menke, 1843)
- Trochus vulgaris Risso, 1826 => Jujubinus exasperatus (Pennant, 1777)
- Trochus wilsi Pickery, 1989 => Trochus submorum (Abrard, 1942)
- Trochus wiseri Calcara, 1842 => Putzeysia wiseri (Calcara, 1842)
- Trochus yokohamensis Bock, 1878 => Kanekotrochus infuscatus (Gould, 1861)
- Trochus zelandicus Quoy & Gaimard, 1834 => Diloma zelandicum (Quoy & Gaimard, 1834)
- Trochus zeyheri Krauss, 1852 => Gibbula cicer (Menke, 1844)
- Trochus ziczac Gmelin, 1791 => Echinolittorina ziczac (Gmelin, 1791)
- Trochus zizyphinus Linnaeus, 1758 => Calliostoma zizyphinum (Linnaeus, 1758)
- Trochus zonatopunctatus Sinzow, 1875 † => Gibbula zonatopunctata (Sinzow, 1875) †
- Trochus zonatus Jeffreys, 1856 => Phorcus turbinatus (Born, 1778)
- Trochus zonatus W. Wood, 1828 => Gibbula zonata (W. Wood, 1828)